# الیکس ویلتون رگان
الیکس ویلتون رگان (انگلیسی: Alix Wilton Regan؛ زادهٔ ۲۶ ژانویهٔ ۱۹۸۶) بازیگر، کنشگر، نویسنده و کارگردان اهل بریتانیا است. وی از سال ۲۰۰۳ میلادی تاکنون مشغول فعالیت بوده‌است.